# Joseph Dieffenbach
Joseph Dieffenbach (* 1796; † 1863) war ein österreichischer Gärtner. Nach ihm ist die Pflanzengattung der Dieffenbachien benannt.
Dieffenbach war langjähriger Obergärtner der Kaiserlichen Gärten am Schloss Schönbrunn in Wien, zu denen auch der Botanische Garten (heute Botanischer Garten der Universität Wien) gehörte. Er begleitete maßgeblich die 1841 begonnene Neugestaltung des Freilandes im Botanischen Garten. Sie folgte einem von Stephan Ladislaus Endlicher, Direktor von 1839 bis 1849, entwickelten System, in der Gestalt an den englischen Landschaftsgartenstil angelehnt. Unter Endlichers Nachfolger Eduard Fenzl, der das neue Konzept der pflanzengeographischen Gruppierung entwickelte, half Dieffenbach wesentlich mit, die Neugestaltung fortzusetzen.
Heinrich Wilhelm Schott, von 1845 bis 1865 Direktor der Kaiserlichen Gärten zu Schönbrunn, benannte um 1853/60 die Gattung der Dieffenbachien aus der Familie der Aronstabgewächse (Araceae) nach ihm.

## Quelle
- Helmut Genaust: Etymologisches Wörterbuch der botanischen Pflanzennamen. 3., vollständig überarbeitete und erweiterte Auflage. Birkhäuser, Basel/Boston/Berlin 1996, ISBN 3-7643-2390-6, S. 208.
- Seite zur Geschichte des Botanischen Gartens Wien

| Personendaten    | Personendaten            |
| ---------------- | ------------------------ |
| NAME             | Dieffenbach, Joseph      |
| KURZBESCHREIBUNG | österreichischer Gärtner |
| GEBURTSDATUM     | 1796                     |
| STERBEDATUM      | 1863                     |